# Oldřich Kulhánek

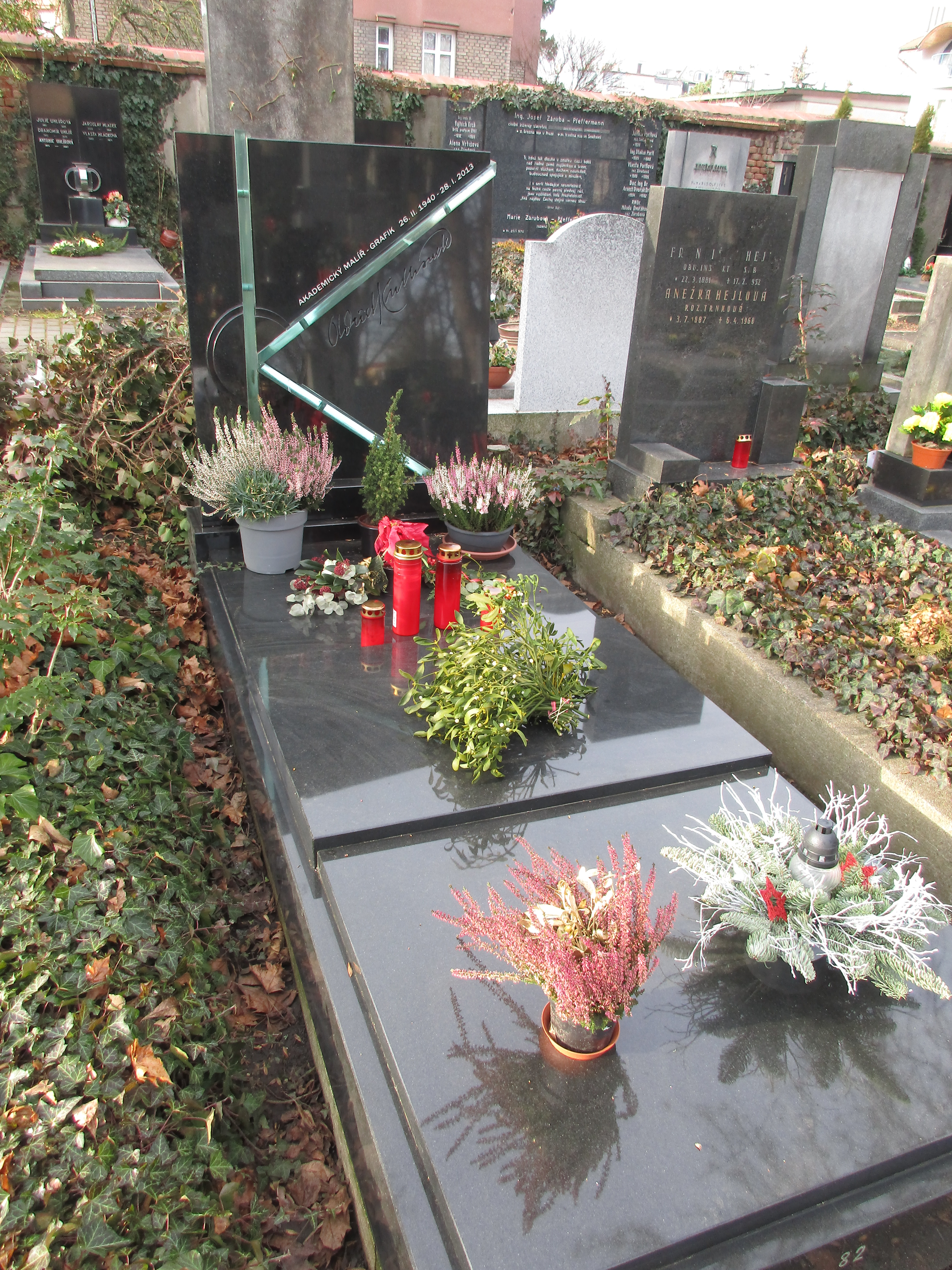
hrob grafika Oldřicha Kulhánka na hřbitově v Bubenči

Oldřich Kulhánek (26. února 1940 Praha – 28. ledna 2013 Praha ) byl český malíř, grafik, ilustrátor, scénograf a pedagog. Stal se autorem grafické podoby současných českých bankovek a vytvořil mnoho českých poštovních známek. Za grafiky, jimiž údajně hanobil představitele bývalých socialistických zemí, byl za komunistického režimu  perzekvován.

## Život a dílo
V roce 1958 byl přijat na VŠUP Praha do ateliéru grafiky prof. Karla Svolinského (1896–1986). Studia dokončil v roce 1964. Profesionální dráhu začal svojí diplomovou prací, ilustracemi knihy veršů Vladimíra Holana Sen. První samostatnou výstavu měl roku 1968 v Galerii mladých v Praze společně s malířem Janem Krejčím.

### Perzekuce
Od roku 1968 stíhán a v březnu roku 1971 zatčen StB a uvězněn. Tehdy byl obviněn z toho, že svými grafickými listy s tváří Stalina hanobí představitele komunistických zemí. Na celkem jedenácti grafikách, které režim označil za tzv. ideově nebezpečné, byl totiž deformovaný Stalinův obličej, perforované pěticípé hvězdy či budovatelsky radostné obličeje změněné v ohavný škleb.
Ve vykonstruované kauze zvané Kulhánek a spol. byl společně s ním souzen také jeho kolega a přítel Krejčí. Poté strávil měsíc ve vězení a musel pravidelně chodit k výslechům.
Případ ukončilo líčení u obvodního soudu pro Prahu 10 (5. 7. 1973), kde bylo jeho 11 grafických listů odsouzeno k likvidaci. Jeho rodině a přátelům se ale podařilo až do roku 1989 skrývat matrice k těmto listům, takže počátkem 90. let z nich byla vytištěna limitovaná edice, nazvaná Prohibita. Původní grafiky nakonec údajně zničeny nebyly, soudci je měli před spálením rozkrást.

### 70. léta
Novou bankovku navrhl poprvé již v roce 1971, kdy jeho desetikoruna vyhrála anonymní konkurz. Bankovka s motivem Mistra Pavla z Levoče se ale do tiskárny nakonec nedostala. Celá sedmdesátá léta měl zákaz výstav, zákaz spolupráce s nakladatelstvími a zákaz publicity. Přesto se ilegálně podařilo dostat některá jeho díla za železnou oponu – například v roce 1971 se pod pseudonymem Ulrich Böhm zúčastnil se svým grafickým listem Hommage á Albrecht Dürer výstavy v Norimberku.
| „                         | Umělec by měl podat svědectví o době a o sobě. | “ |
| — Motto: Oldřich Kulhánek |                                                |   |

### 80. léta
V 80. letech vytvářel litografie, které jsou inspirovány vývojem lidského těla. Navzdory zákazu mu někteří kolegové umožnili ilustrovat knihy, především ruské klasiky. Z osmdesátých let pocházejí také jeho známé cykly Tváře a Ruce, grafické listy inspirované dílem George Orwella či stylizované podobizny historických osobností (Johannese Keplera, Tycha Braha či Rudolfa II.).

### 90. léta
V letech 1992 až 1993 pracoval na návrzích nových českých bankovek a stal se autorem mnoha českých poštovních známek – mimo jiné navrhl poštovní známku s portrétem prezidenta České republiky Václava Klause. V roce 1995 hostoval na University of Houston-Clear Lake v Texasu.
Je pro něho typické zaujetí pro figuru, které se táhne celým jeho dílem, zaujetí, které používá pro vyjádření stavu duše. V jeho tvorbě lze nalézt torza lidských tváří a ruce, jež jsou vyjádřením doby a místa, kde žijí. Patřil mezi přední představitele českého ex libris, grafické tvorby a získal celou řadu prestižních cen; byl prezidentem nadace SČUG Hollar.

### České bankovky

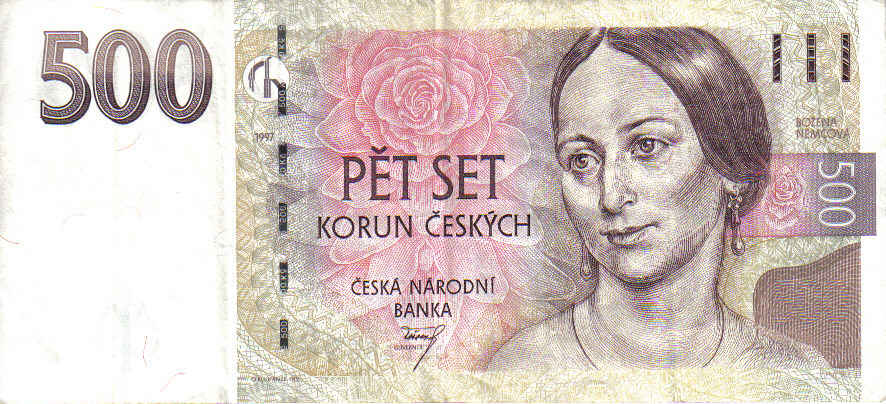
Bankovka 500 Kč navržená Oldřichem Kulhánkem

V roce 1992 až 1993 pracoval na návrzích osmi českých bankovek. Soutěž byla vypsána ještě federální Státní bankou československou, nicméně motivy zůstaly a po letmé úpravě byly použity i na bankovkách vydaných až po rozdělení Československa.
| „                  | Každou bankovku provázel elaborát o deseti stránkách, kde bylo určeno v milimetrech, ve které části se má nacházet text, číslovka, skrytý znak, značka pro slepce atd. Zadání bylo naprosto detailní. Pro mě byla výzva v tom, abych dokázal při všech těchto omezeních udělat něco, co by vypadalo k světu. | “ |
| — Oldřich Kulhánek | |   |

U bankovky 200 Kč s Komenským namaloval ruce dospělého a dítěte jako symbol předávání znalostí a zkušeností. Na tisícikorunové bankovce s Františkem Palackým ztvárnil lípu jako symbol historika českého národa.
Jako připomínku nedožitých 75. narozenin Oldřicha Kulhánka vytvořila Česká mincovna v Jablonci nad Nisou ražbu zlatých a stříbrných pamětních medailí s motivem 100Kč bankovky. Grafiku zpracovala Kulhánkova dcera, MgA. Klára Melichová. Averz medaile nese charakteristickou podobiznu Karla IV, reverz zobrazuje pečeť Univerzity Karlovy.

## Zastoupení v galeriích
výběr
- Knihovna Kongresu, Washington, USA
- Centre Georges Pompidou, Paříž, Francie
- Albertina, Vídeň, Rakousko
- Kupferstichkabinett, Drážďany, Německo
- Národní galerie v Praze, Česko
- Art Institute of Chicago, Chicago, USA
- Stedelijk Museum, Amsterdam, Nizozemsko
- Folkwang Museum, Essen, Germany
- Musee d‘Art et d´Histoire, Ženeva, Švýcarsko
- The Royal Museum of Fine Arts, Kodaň, Dánsko
- Památník Terezín, Česko